# 4034 Vishnu
4034 Vishnu è un asteroide near-Earth del gruppo Apollo con diametro medio di circa 0,4 km. Scoperto nel 1986, presenta un'orbita caratterizzata da un semiasse maggiore pari a 1,0595748 au e da un'eccentricità di 0,4441179, inclinata di 11,16785° rispetto all'eclittica.
L'asteroide è dedicato all'omonima divinità del vedismo.